# Annie M.G. Schmidt
Anna Maria Geertruida (Annie) Schmidt (Kapelle, 20 mei 1911 – Amsterdam, 21 mei 1995) was een Nederlands dichteres en schrijfster van verzen, liedjes, boeken, toneelstukken, musicals en radio- en televisiedrama.
Annie M.G. Schmidt werd in Nederland en Vlaanderen vooral beroemd met kinderboeken als Pluk van de Petteflet (1971) en Abeltje (1953), series kinderverhalen als Jip en Janneke (1952-1957) en kinderversjes als Dikkertje Dap (1950) en Het Beertje Pippeloentje (gebundeld in 1958). Generaties Nederlanders zijn met haar verhalen, gedichten en liedjes opgegroeid, waardoor haar werk tot het collectieve geheugen van naoorlogs Nederland is gaan behoren.

## Levensloop

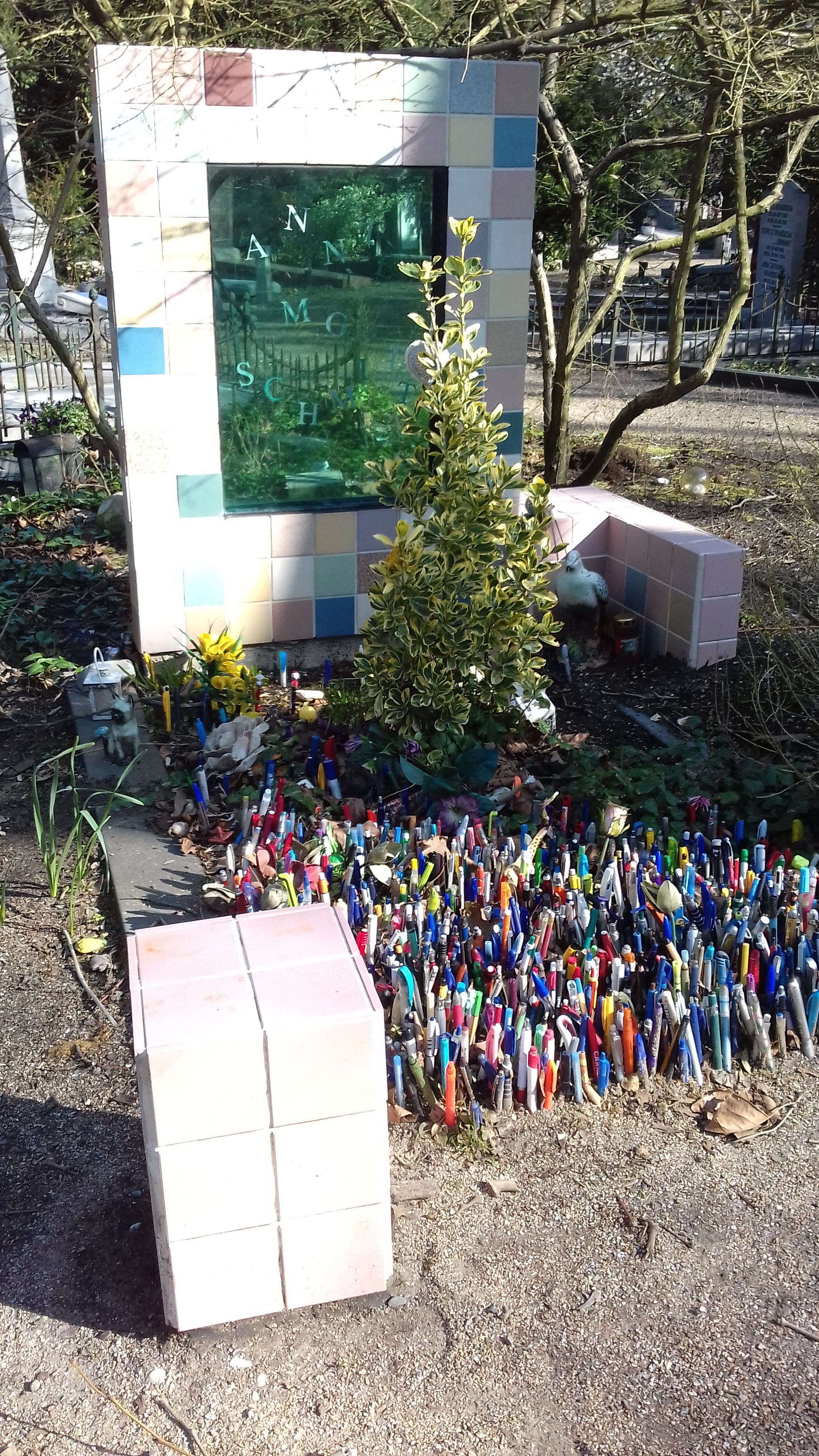
Graf van Annie M.G. Schmidt met honderden in de grond gestoken balpennen van bewonderaars

Annie M.G. Schmidt was de dochter van Johannes Daniël Schmidt, sinds 1909 predikant in Kapelle, en Geertruida Maria Bouhuijs. Ze slaagde in 1930 voor het eindexamen hbs-a aan de Rijks Hoogere Burgersschool te Goes. Ze werkte aanvankelijk als bibliothecaresse, onder meer in Amsterdam en Den Haag. In november 1940 behaalde ze het directeursdiploma van de Centrale Vereeniging voor Openbare Leeszalen en Bibliotheken. Een jaar later solliciteerde ze in Deventer en Vlissingen. Ze werd aangenomen in Vlissingen als directrice van de stadsbibliotheek. Haar schrijverschap kwam relatief laat op gang. Dat gebeurde toen ze, na de Tweede Wereldoorlog, bij de Amsterdamse krant Het Parool ging werken, in 1946 als documentaliste en later, tot 1958, als redactrice. Na kritiek op haar poëzie door de dichter Adriaan Morriën stopte ze in 1954 met het schrijven van gedichten  voor volwassenen. Ze legde zich geheel toe op liedjes en teksten voor theater, radio en televisie, en boeken en liedjes voor kinderen.
Schmidt had vanaf 1950 een relatie met de gehuwde chemicus Dick van Duijn. Met hem kreeg ze een zoon Flip, die in haar latere werk regelmatig zou meespelen. Met Van Duijn woonde ze vanaf 1954 beurtelings in Le Rouret aan de Côte d'Azur en in Berkel en Rodenrijs. Voor haar bleef Amsterdam de plek waar ze het liefste was. Na Dicks zelfgekozen levenseinde in 1981 ging ze in 1982 wonen aan de Vossiusstraat in Amsterdam.
In 1991 stopte ze met schrijven na haar laatste, slecht ontvangen, toneelstuk We hebben samen een paard. Ze was inmiddels vrijwel blind geworden. Na een val in januari 1994 en als gevolg daarvan een heupoperatie en revalidatie, besloot ze een aantal zaken rondom haar levenseinde zelf in de hand te nemen. Ze maakte afspraken met haar huisarts die op de hoogte was van haar ideeën over euthanasie. Schmidt verzocht Harry Bannink de begrafenismuziek te schrijven: "Harry moet een mooie medley maken, met liedjes van hem en mij zoals In een rijtuigie en Op een mooie pinksterdag en dat moet dan in iets klassieks overgaan. Toen ik alles had besproken dacht ik: ik had eigenlijk nu wel een feestje verdiend waar ik wel bij was."
In de vroege ochtend van 21 mei 1995, daags na haar 84e verjaardag, werd ze in haar slaapkamer gevonden, inmiddels overleden. Naast haar bed bevonden zich een wijnfles en pillenflesjes. Een arts stelde vast dat ze die ochtend rond vier uur aan een hartstilstand overleden was. Ze ligt begraven op begraafplaats Zorgvlied in Amsterdam.

## Werk

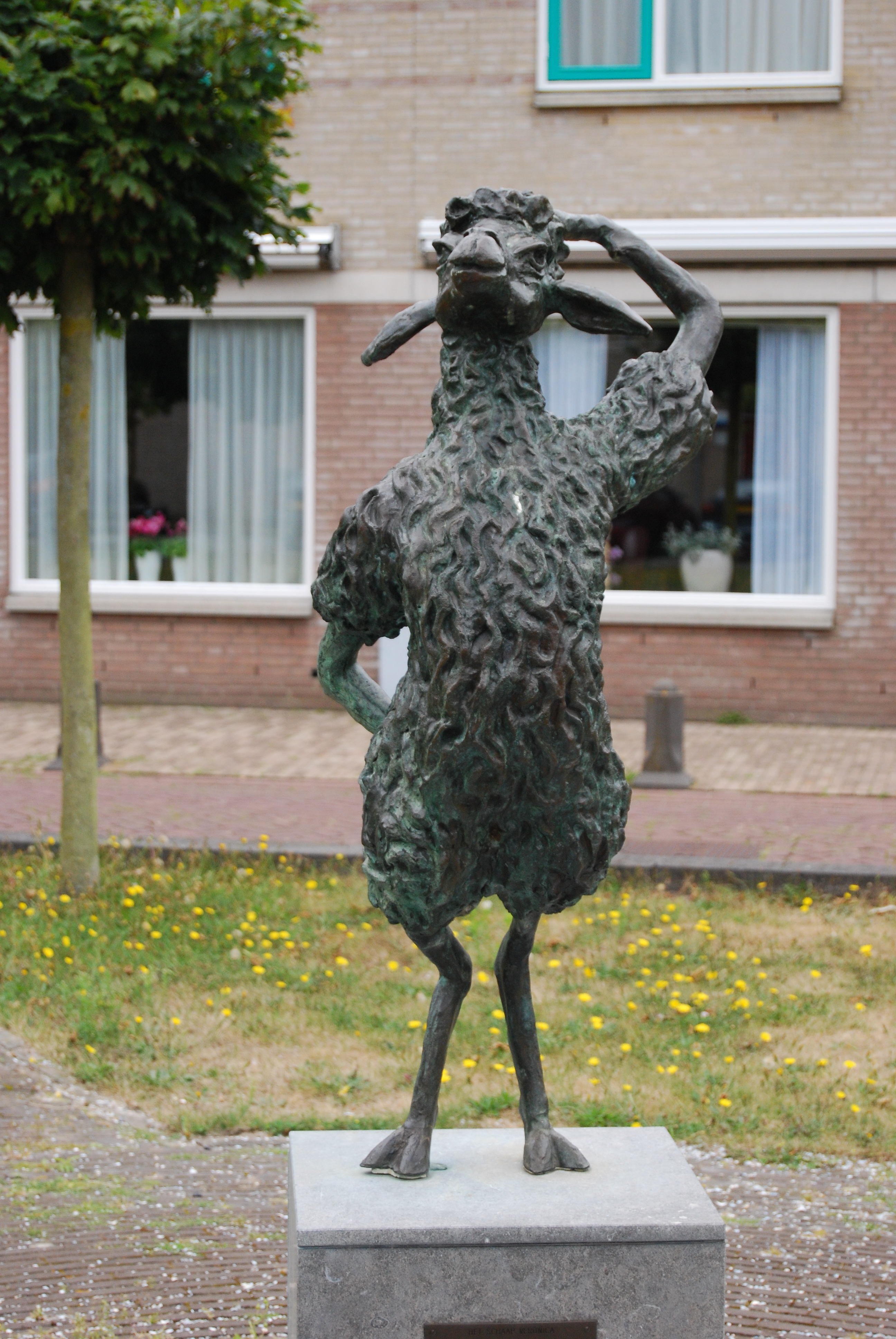
Het Schaap Veronica door Frank Rosen. Beeld in Egmond aan den Hoef (Hanswijk) ter ere van Wim Bijmoer, illustrator van Schmidts gedichten over 'het schaap Veronica'. Bijmoer woonde vanaf 1954 in Egmond aan den Hoef.

In haar periode bij Het Parool werd ze lid van de cabaretgroep De Inktvis, waaraan ook andere Paroolcoryfeeën meededen. Annie Schmidt – de tussenletters M.G. waren nodig ter onderscheiding van een andere schrijfster A. Schmidt – schreef in de beginjaren cabaretteksten en -liedjes voor onder anderen Wim Kan, Wim Sonneveld en Conny Stuart.
Bekendheid als schrijfster kreeg ze met de hoorspelserie In Holland staat een huis over de Familie Doorsnee. Daarvan werden 91 afleveringen gemaakt in de periode 1952–1958. Een bekend liedje hieruit is Ali Cyaankali met muziek van Cor Lemaire, die ook voor de televisieserie Pension Hommeles de muziek schreef. Schmidt was voor die tijd zonder meer een vrije geest, die door de toenmalige volksgeest in Nederland niet altijd begrepen werd. Door de kwaliteit van haar werk had ze daarvan niet veel last. Zo schrok ze er niet voor terug om (voor die tijd) pittige taal te gebruiken. In een hoorspel liet ze iemand zeggen "dat hij die ander een schop onder zijn achterwerk zou geven". De volgende dag regende het opzeggingen en verontwaardigde reacties bij de VARA die het hoorspel had uitgezonden. Schmidt werd te verstaan gegeven dat dit echt niet kon. Door de blijmoedigheid van haar werk bleef ze een publiekslieveling.
In 1956 schreef Schmidt samen met Cor Lemaire twee van de acht gekozen nummers voor het Nationaal Songfestival 1956. Een van de twee nummers, 'De Vogels van Holland' werd door de kijkers als tweede verkozen. Enkel dit jaar werden de eerste twee nummers gestuurd naar het Eurovisiesongfestival 1956. Het nummer opende dit songfestival en gaat daardoor de geschiedenis in als het allereerste lied ooit vertolkt op dit liedjesfestijn. Het nummer werd gezongen door Jetty Paerl en de uitslag buiten de winnaar is nooit bekendgemaakt.
In 1965 schreef Annie M.G. Schmidt de tekst van de eerste oorspronkelijk Nederlandstalige musical Heerlijk duurt het langst, die 534 voorstellingen zou beleven. Harry Bannink componeerde de muziek. Tussen 1966 en 1968 volgde de inmiddels legendarische televisieserie Ja zuster, nee zuster, weer in nauwe samenwerking met Bannink. Veel meer musicals zouden volgen, waaronder En nu naar bed (1971), Wat een planeet (1973), Foxtrot (1977) en Madam (1981). Tussendoor vestigde Er valt een traan op de tompoes (1980) haar naam als toneelschrijver. Ook de 12-delige televisieserie Pleisterkade 17 had tussen 1975 en 1977 veel succes. Ze was goed bevriend met Fiep Westendorp, die ook al haar Jip en Jannekeboekjes illustreerde.

## Biografieën
Al tijdens haar leven verschenen er boeken over haar en maakten biografen plannen voor biografieën. Schmidt hield die aandacht zelf zo veel mogelijk af. Biograaf Hans Vogel kreeg te horen dat hij maar moest wachten tot ze dood was. Niet lang na Schmidt overleed Vogel zelf, waarna zijn boek werd voltooid door Hans van den Bergh. Het kreeg de titel Wacht maar tot ik dood ben en belicht vooral het theaterwerk van Schmidt.
Joke Linders, die het boek Doe nooit wat je moeder zegt schreef (over de jeugdliteratuur van Schmidt), kreeg geen medewerking van de erven Schmidt.
In 2002 verscheen Anna. Het leven van Annie M.G. Schmidt, een biografie door Annejet van der Zijl. Van der Zijl kreeg volledige medewerking van de erfgenamen Schmidt. Een zevendelige televisieserie getiteld Annie M.G. is gebaseerd op dit boek en was in 2010 te zien bij de Vlaamse en Nederlandse publieke tv-omroep.

## Bekende boeken en series (selectie)

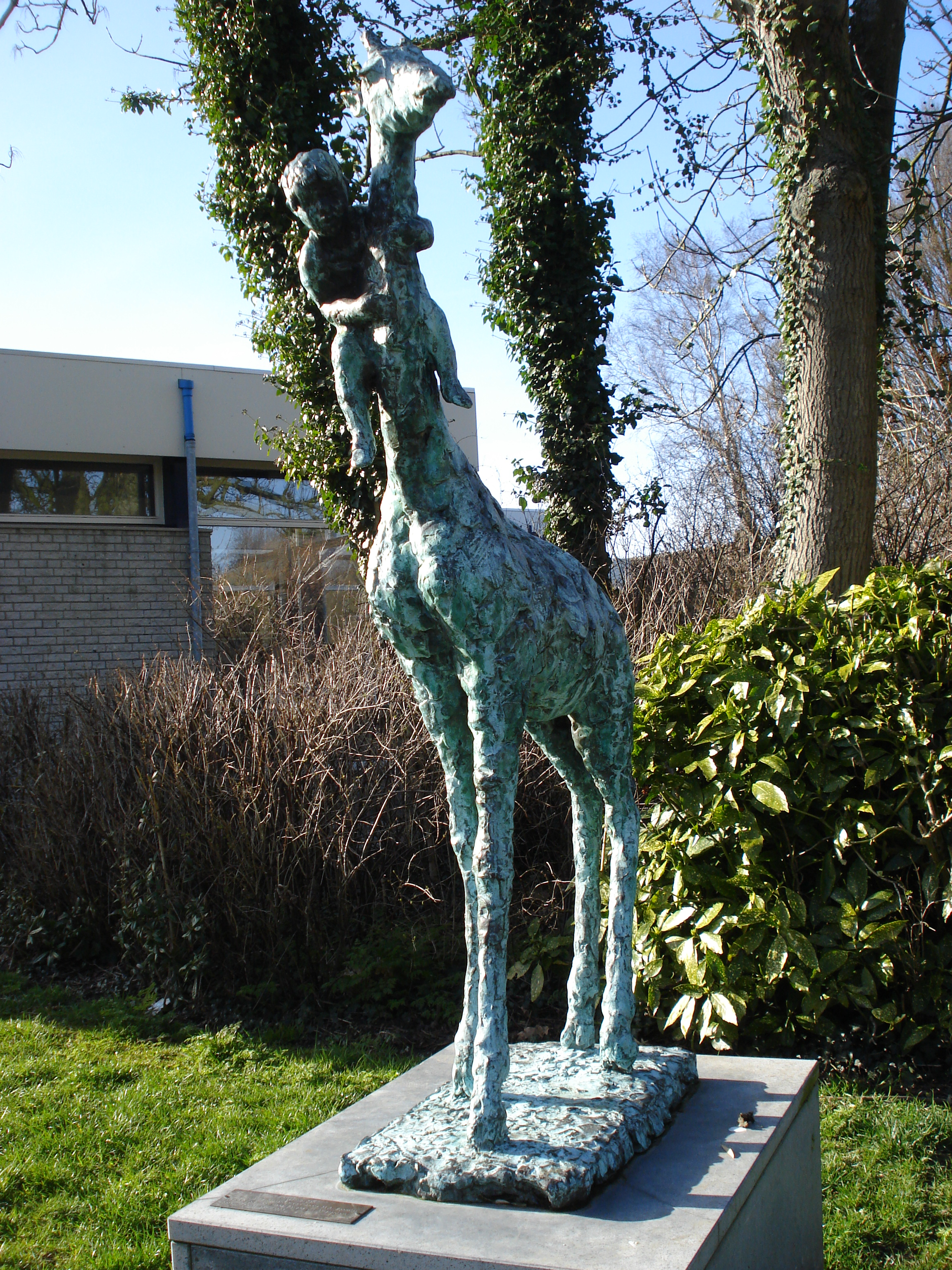
Beeld van Dikkertje Dap door Hans Bayens in Schmidts geboorteplaats Kapelle

- In Holland staat een huis (hoorspel, 1952-1958)
- Pension Hommeles (televisie, 1957-1959)
- Ja zuster, nee zuster (televisie, 1966-1968)
- Pleisterkade 17 (televisie, 1975-1977)
- Beppie (televisie, 1990)
- Het Fluitketeltje en andere versjes (1950)
- Het schaap Veronica (reeks gedichten, 1950-1957)
- Dit is de spin Sebastiaan (1951)
- Abeltje (1953)
- Jip en Janneke (1953-1960)
- De A van Abeltje (1955)
- Ik ben lekker stout (1955)
- Wiplala (1957)
- Het beertje Pippeloentje (1958)
- Fluitje van een cent (hoorspel, 1960[bron?])
- Ibbeltje (1961)
- Wiplala weer (1962)
- Heksen en zo. Sprookjes (1964)
- Minoes (1970)
- Pluk van de Petteflet (1971)
- Floddertje (1973)
- Tom Tippelaar (1977)
- Otje (1980)
- Tot hier toe (1986)
- Ziezo (1987)
- De uilebril (1988)
- Tante Patent (1988)
- Uit met juffrouw Knoops (1989)
- Simpele zielen en nog wat (1989)
- Een visje bij de thee. Drieëntwintig verhalen en achtenzestig versjes uit eenentwintig boeken (1991)

In 2004 werden de resterende Pluk-verhalen met illustraties van Fiep Westendorp, reeds eerder uitgekomen in het tijdschrift Margriet, gebundeld in een nieuw boek: Pluk redt de dieren. In 2014 verscheen een bloemlezing Schmidt: Die van die van u gedundrukt door van Oorschot van bijna 140 van haar gedichten uit de jaren 1947-1984. In 2002 verscheen een verzamelwerk met versjes uit de jaren '50 en '60 onder de titel 'Ik wil alles wat niet mag'.

## Bekende liedjes en gedichten
Ali Cyaankali – Bello – De bij – De brievenbus wou niet meer – De dappere ridder van Vogelenzang – De graaf van Weet-ik-veel – De kat van ome Willem – De koningin van Lombardije – De laatste dans – De lange familie Pijpestang – De lapjeskat – De leeuw is los! – De ouwe Jacob – De poedelman – De spin Sebastiaan – De tandarts houdt een winterslaap – Dikkertje Dap – Dit is pater Swierelier – Duifies, duifies – Goddank, er komt weer schaarste – Hendrik Haan – Herr Heinzelmann – Het beertje Pippeloentje – Het fluitketeltje – Het is over (ze mag hem hebben) – Het lelijke eendje – Het stoute kinderenhuis – Ik ben lekker stout – Ik ben er nog – Ik heb een tante en een oom – Ik zou je in een doosje willen doen – In een rijtuigie – Isabella Caramella – Ja zuster, nee zuster – Ladumaar meneer – M'n opa – Marietje was bang voor water en zeep – Margootje – Mr. Van Zoeten – Muis in de supermarkt – Op een mooie Pinksterdag – Popocatepetl – Schipbreukeling – Stroei voei – Vluchten kan niet meer – Wat is dat, mevrouw van Gelder? (Houdt u beren in de kelder?) – Wilt u een stekkie? – Zeur niet – Zeven motten.
In overleg met de auteur werden 347 kinderversjes verzameld in het boek Ziezo (1987) (samengesteld door Tine van Buul en Reinold Kuipers en uitgegeven door Querido).
Veel teksten zijn op muziek gezet door Harry Bannink die jarenlang haar vaste componist was. Maar ook andere componisten schreven muziek voor haar teksten, zoals Han Beuker en Cor Lemaire. Een aantal van haar gedichten is door VOF de Kunst tot liedjes bewerkt. In 1991 en 2013 werden cd's uitgebracht met nieuw-bewerkte nummers van Annie M.G. Schmidt en Harry Bannink onder de titels Een nieuwe jas en De Supersonische Boem (naar de tekst van Vluchten kan niet meer).

## Theater
- Heerlijk duurt het langst (musical, 1965)
- En ik dan? (toneel, blijspel, 1968)[11]
- Met man en muis (liedjesprogramma, 1969)
- En nu naar bed (musical, 1971)
- Wat een planeet (musical, 1973)
- Foxtrot (musical, 1977)
- Er valt een traan op de tompoes (toneel, 1980)
- Madam (musical, 1981)
- De dader heeft het gedaan (musical, 1983)
- Ping Ping (musical, 1984)
- Los zand (toneel, 1989)[12]
- We hebben samen een paard (toneelstuk, première 11 november 1992)[13]

## Prijzen
- 1957 · Het Beste Kinderboek voor Wiplala
- 1964 · Staatsprijs voor kinder- en jeugdliteratuur voor haar gehele oeuvre
- 1971 · Zilveren Griffel voor Minoes
- 1972 · Zilveren Griffel voor Pluk van de Petteflet
- 1974 · Edmond Hustinxprijs voor haar gehele toneeloeuvre
- 1981 · Gouden Griffel voor Otje
- 1981 · Cestoda-prijs
- 1987 · Constantijn Huygens-prijs voor haar gehele oeuvre
- 1988 · Hans Christian Andersenprijs
- 1988 · Publieksprijs voor het Nederlandse Boek voor haar gedichten en verzen
- 1991 · Publieksprijs voor het Nederlandse Boek voor haar kinder- en jeugdboeken

Annie M.G. Schmidt ontving nooit een koninklijke onderscheiding. Wat daarvan de reden was is niet bekend. Diverse artiesten die haar werk vertolkten, kregen, soms mede daarom, wel een koninklijke onderscheiding.

### Postuum
- 1996 · Venz-Kinderboekenprijs voor Beestenboel
- 2005 · Prijs van de Nederlandse Kinderjury (6-9 jaar) voor Pluk redt de dieren
- 2008 · John Kraaijkamp Musical Award voor haar gehele oeuvre

Naar Schmidt is de Annie M.G. Schmidt-prijs genoemd, een onderscheiding voor het beste theaterlied.

## Graf
Haar graf op Zorgvlied is een kunstwerkje op zich. Het werd origineel alleen begeleid door een zerk, dat bestond uit een venster waarin haar naam is verwerkt. De letters staan niet in rechte lijn, maar dansen (nog wel in leesbare volgorde). Het venster was gezet in een raamwerk, dat betegeld is met gekleurde tegels.  Die zerk kreeg in de loop der jaren een “grensmuurtje” aan de achterzijde en perkpaaltje aan de voorzijde; beide in dezelfde stijl als de zerk. Liefhebbers van haar werk vonden dat toch te “kaal”. De ruimte voor deze zerk werd met name vanaf de jaren tien in de 21e eeuw door hun gevuld met pennen en giraffen; ook duiken er regelmatig andere dieren op, bijvoorbeeld een duif op een muurtje en een poes. Vanuit een bepaalde hoek gezien wordt een engel vanaf een tegenoverliggend graf in het venster weerspiegeld.  Ze kreeg overigens ook een tegel bij De gebroken kolom; een algemene herdenkingsplaats voor schrijvers op die begraafplaats.